# Fjällkantlav
Fjällkantlav (Bellemerea alpina) är en lavart som först beskrevs av Sommerf., och fick sitt nu gällande namn av Clauzade & Cl. Roux. Fjällkantlav ingår i släktet Bellemerea och familjen Lecideaceae.  Arten är reproducerande i Sverige. Inga underarter finns listade i Catalogue of Life.